# Der Turm (2012)
Der Turm ist ein zweiteiliger deutscher Fernsehfilm nach dem gleichnamigen Roman von Uwe Tellkamp, der erstmals am 3. und 4. Oktober 2012 im Ersten gesendet wurde.

## Handlung
Der Film gibt im Wesentlichen die Handlung des Romans wieder, in dessen Mittelpunkt die Geschichte der Familie Hoffmann im Milieu des Dresdner Bildungsbürgertums in den Jahren 1982 bis 1989 steht.
Einige Details der Romanhandlung sind im Film weggelassen worden, wie die Affäre des Vaters Richard Hoffmann mit Christians Freundin Reina, stattdessen wird ausschließlich die Aufdeckung der früheren Stasi-Verstrickung als Auslöser des Bruchs zwischen Vater und Sohn in Szene gesetzt. Aus filmischen Gründen wurde ebenfalls vollständig auf die Tagebucheintragungen Meno Rohdes verzichtet.

## Dreharbeiten
Die Dreharbeiten fanden von September bis Dezember 2011 neben Dresden und seiner näheren Umgebung (beispielsweise Schloss Cotta) und Berlin auch in Görlitz und Bad Düben statt. Die Christvesper im ersten und die Hochzeitsszenen im zweiten Teil wurden in und an der Kirche von Großröhrsdorf gedreht, die Filmszenen der Demonstrationen am Dresdener Hauptbahnhof im tschechischen Pilsen.
Produziert wurde „Der Turm“ von der Babelsberger Produktionsfirma teamWorx um Produzent Nico Hofmann, einer Tochtergesellschaft der ebenfalls in Potsdam-Babelsberg ansässigen UFA in Zusammenarbeit mit MDR und ARD Degeto sowie BR, NDR, RBB, SWR und WDR. Gefördert wurde er durch die Mitteldeutsche Medienförderung und das Medienboard Berlin-Brandenburg.

## Rezeption
„Die Konstellation ist nach gut zwanzig Minuten klar. Der Zuschauer erlebt im Fortgang, wie die Protagonisten sehend werden, ihre Lage erkennen und Schlussfolgerungen ziehen. Das ist ein bewährtes dramaturgisches Modell, besonders beliebt war es, als man noch nach dem ‚sozialistischen Realismus‘ suchte. Dass es trotz der Vorhersehbarkeit nicht langweilig wird, ist dem Regisseur Christian Schwochow zu danken, der mit Novemberkind bekannt wurde. Er versteht es, das Unausgesprochene mit zu inszenieren.“

„Der Film, der ob seiner vielen Facetten manches Mal zu gehetzt wirkt, im Grunde damit aber die Dynamik der Zeit wiedergibt, lässt kaum Verschnaufpausen. ‚Der Turm‘ schöpft seine Atmosphäre aus dem Zwischenmenschlichen, aus dem heraus die Spannung entsteht.“

Uwe Tellkamp lobt die Verfilmung seines Romans: Der Film sei weitgehend frei von Klischees. Drehbuchautor und Regisseur hätten es vermocht, „sich freizumachen von den Verführungen des Stoffes, die da heißen: Schwarz-Weiß-Malerei, Klischeebildung, Beeindruckungskeule“. Im Film sei zudem eine Liebe zum historischen Detail zu erkennen, indem z. B. in einer Szene Meno Rohde vor einer DDR-Ausgabe der Werke E. T. A. Hoffmanns zu sehen sei. Auch fühlt sich Tellkamp durch den Film in seiner Sichtweise des Untergangs der DDR bestätigt: Man könne zwar den Autor Tellkamp „zum Idioten und Ahnungslosen stempeln, zum verwöhnten Bürgersöhnchen. […] Aber einem Film-Stab von vielleicht 400 Leuten, viele davon Ostdeutsche? Denen kann man dies nicht nachsagen.“

## Auszeichnungen
- 2012: Bambi („Publikumspreis“)
- 2013: Goldene Kamera für Claudia Michelsen („Beste deutsche Schauspielerin“)
- 2013: Grimme-Preis in der Kategorie „Fiktion“ an Thomas Kirchner (Buch), Christian Schwochow (Regie), Lars Lange (Ausstattung) sowie Jan Josef Liefers, Claudia Michelsen und Sebastian Urzendowsky (stellvertretend für das Schauspielensemble)
- 2013: Jupiter-Filmpreis als Bester TV-Film
- 2013: Auszeichnung für Bester Schnitt (für Jens Klüber) durch die Deutsche Akademie für Fernsehen